# Олимпия (бронепалубен крайцер, 1893)
Вижте пояснителната страница за други значения на Олимпия.
Олимпия (на английски: USS Olympia, C-6) е бронепалубен крайцер на ВМС на САЩ. Взема участие в испано-американската война от 1898 г. и в Първата световна война. Един от последните в света, съхранени до днес, бронепалубни крайцери.

## История на създаването
На 7 септември 1888 г. Конгресът на САЩ, в допълнение към приетата по-рано корабостроителна програма, одобрява строителството на 6 бързоходни крайцера. По думите на министъра на военноморския флот, У. Уитни, новите кораби трябва да компенсират неспособността на Щатите да защитят своите дълги морски крайбрежия, чрез пренасяне на войната върху морските комуникации на противника: „Ние сме длъжни да отговорим на удара с удар, тъй като в близко бъдеще ще сме в състояние да насочим в морето флот от „разрушители на търговията“ – големи и скоростни крайцери, способни да причинят сериозни загуби на търговията на противника“. Новите американски крайцери трябва да бъдат най-силните кораби в класа си.
Скоро след това, обаче, военноморската програма на САЩ отново е променена. Този път в полза на строителството на бавни броненосни кораби и от серията на бързоходните крайцери е заложен само един кораб. Строителството му започва през 1891 г. близо до Сан Франциско на стапелите на Union Iron Works. Значителна част от стойнноста на крайцера (1 млн. 796 хил. долара) е събрана от дарение на Анна В. Дики, която на 1 април 1893 г. кръщава кораба при спускането му на вода, с име в чест на столицата на щата Вашингтон – Олимпия. „Олимпия“ става един от първите големи съвременни военни кораби построени на тихоокеанското крайбрежие на САЩ и следващите няколко години е флагман на американската крайцерска ескадра в Тихия океан.

## Конструкция
Корабът има стоманен гладкопалубен високоборден корпус с таранен форщевен. От носовия до кърмовия мостик има дълга надстройка. Две мачти с бойни марсове и два комина. Двигателната установка се състои от две вертикални парни машини с тройно разширение, които се захранват от 6 огнетръбни парни котела (2 сдвоени и 2 единични). Развивайки мощност от 13,5 хил. к.с., 5800 тонната „Олимпия“ може да достигне скорост до 21,7 възела. Нормалния запас въглища е около 400 t, максималния – 1080 t. Първоначално се предполага и възможност за плаване с платна, с поставянето на мачтите на ветрилно стъкмяване на шхуна. Фактически „Олимпия“ никога не е използва платна.
Главното артилерийско въоръжение са четири 203 mm (8-дюймови) оръдия в носова и кърмова двухоръдейни бронирани кули и десет 127 mm (5-дюймови) казематни оръдия на надстройката. По носа и по кърмата могат да водят огън две 8-дюймови и теоретически четири 5-дюймови оръдия, по борда – четири 8-дюймови и пет 5-дюймови оръдия. Допълнителното въоръжение се състои от четиринайсет 57 mm (6-фунтови) противоминни скорострелни оръдия (10 – на казематната палуба, 4 – на спардека). Минното въоръжение са шест надводни 456 mm торпедни апарата. Крайцерът е защитен от черупковидна бронирана палуба дебела от 2 до 4,7 дюйма (на скосовете), допълнена надлъжно по водолинията с отсеци пълни с целулоза и въглищни бункери. Вертикалното брониране се ограничава до кулите и оръдейните щитове, а също и броня по бойната рубка дебела 4 дюйма.
Крайцерът съвместява висока за времето си скорост и мощно артилерийско въоръжение с поместени в кули оръдия на главния калибър (което сближава „Олимпия“ с класа на броненосните крайцери). Към недостатъците на кораба следва да се отбележат недостатъчната защита (което се компенсира със способността, ползвайки се от високата скорост, да се отклони от бой с по-силен броненосен кораб), а също и лошата устойчивост, заради претоварването с въоръжение.

## История на службата
След влизането си в строй „Олимпия“ носи служба в състава на т.нар. „Азиатска ескадра“ в Далечния Изток, курсирайки между пристанищата на Китай и Япония. Преди началото на испано-американската война, през 1898 г., „Олимпия“, под флага на комодор Дж. Дюи, извършва преход от Йокохама в Хонконг, където се събират корабите на Азиатската ескадра (4 крайцера, 2 канонерки, 3 спомагателни съда).
Като флагмански кораб на Дюи „Олимпия“ взема участие в сражението в Манилския залив (битката при Кавите) на 1 май 1898 г., което завършва с пълното унищожение на испанската Филипинска ескадра. При него противник на американските бронепалубни крайцери са малки канонерски лодки с ниска скорост и 4 – 6 оръдия среден калибър. Фактически сражението се превръща в беспрепятствен разстрел от движещите се галсово в килватерен строй американски кораби на стоящите на котва до брега испански съдове (някои от тях със спрени машини и свалени оръдия).
Испанците един-единствен път се опитват да предприемат активни действия, когато техния флагмански кораб „Рейна Кристина“ (3600 t, шест 160 mm оръдия, без броня) се насочва към „Олимпия“, възможно, правейки опит за таран. „Олимпия“ за кратко време нанася на атакуващия „Рейна Кристина“ тежки повреди, заставяйки испанския флагман да обърне към брега, където той потъва.
След победата над испанската ескадра „Олимпия“ остава в Манилския залив, блокирайки достъпа към Манила откъм морето, която почти до края на войната е удържана от испанския си гарнизон. През май американците трябва да противостоят на демонстративна визита в Манилския залив на германска крайцерска ескадра. В залива се появяват английски, френски и японски крайцери, защитаващи интересите на своите страни. В сравнение с малките европейски крайцери и даже японския „Мацушима“ с единственото си 12,5 дюймово оръдие американския „Олимпия“ с четирите голямокалибрени оръдия сдвоени в две кули изглежда доста внушително. Обаче, когато са получени сведения за това, че испанците са изпратили към Филипините своя единствен броненосец „Пелайо“ и съвременния крайцер „Карл V“, Дюи със своите крайцери е готов да напусне Манилския залив и да даде бой само след подхода на американските монитори. Само че испанската броненосна ескадра стига само до Суец.
След края на войната с Испания „Олимпия“ прави в 1899 г. преход през Индийския океан, Средиземноморието и Атлантика до Ню Йорк, където на адмирал Дюи и на неговия крайцер е направено, на 26 септември, тържествено посрещане. В периода 1899 – 1902 г. „Олимпия“ преминава модернизация с демонтаж на торпедните апарати (под влиянието на техните детонации на испанските крайцери в Сантяго). 1902 – 1904 г. носи служба в Карибско море – в Куба и в Панама. 1904 г. е в Средиземноморието, прави визит в Турция, но в края на същата година се връща в Източна Индия. От 1906 г. е учебен кораб. Извършва плавания с гардемарини в Атлантика. 1910 г. от „Олимпия“ са свалени кулите на главния калибър, заменени са носовите и кърмовите 127 mm оръдия. През март 1912 г. е изваден в резерва, разоръжен и превърнат на плаващ склад в торпедната база в Чарлстън (Южна Каролина).
През 1916 г., във връзка с нарасналата опасност от нападения на немски подводници в Първата световна война, „Олимпия“ е върнат на активна служба и въоръжен с десет 127 mm/51 оръдия. Става флагман на Патрулните сили в Атлантическия флот. Съпровожда конвои през Атлантика. В май 1918 г. влиза в ескадрата на съюзните сили, изпратена в Мурманск, вземайки, по този начин, участие в чуждестранната интервенция по време на гражданската война в Русия. Екипажът на „Олимпия“ отделя хора в състава на англо-франко-американския десант, превзел града, а също така и за комплектуването на екипажи за пленените руски миноносци „Капитан Юрасовский“ и „Бесшумный“. 1919 г. „Олимпия“ действа в Средиземно и Черно море, в същата година се връща в САЩ, но в периода 1920 – 1921 г. още два пъти плава в европейски води. След прекласификацията на флота от 1920 г. получава обозначението CA-15, а в 1921 г. CL-15. Ноември доставя в САЩ от Франция праха на американския Неизвестен войник. Американския флот отново прави за „Олимпия“ тържествено посрещане. В 1922 г. се използва като учебен съд; На 9 декември същата година е изваден от активна служба. Съхранява се като военна реликва. В 1931 г. му е присвоено обозначението IX-40.
През 1957 г. корабът е превърнат в кораб музей с възстановен първоначален облик. Намира се на мемориална стоянкя във Филаделфия. От 1996 г. е експонат на военноморския музей (Independence Seaport Museum).

## Съвременно състояние
От началото на 2000 г. все по-остро стои въпроса за съхраняването на кораба – паметник на военноморската история на САЩ и един от последните останали в света бронепалубни крайцери. През февруари 2010 г. администрацията на музея обявява, че „Олимпия“ се нуждае от спешен и скъп ремонт на корпуса с поместването на кораба в док, за което музея не разполага със средства. Без отговор остават и запитванията към дарители за финансова помощ.
През 2015 г. за възстановяването на корпуса на кораба са отделени няколко големи гранта, включая 169 850 доларов по Програмата за морското наследство (National Park Service’s Maritime Heritage Program). В периода април-август 2015 г. е произведен възстановителен ремонт на най-пострадалите от корозията секции от обшивката на борда в района на водолинията – листовете обшивка са почиствани до гол метал и са обработени с епоксиден антикорозионен препарат с последващо боядисване. През 2017 г. е проведена замяна на повредените от корозията трапове, което подобрява екскурзионната достъпност на кораба, възстановени са сигналният мостик, стъкляните куполи над адмиралското и капитанското помещения, поставени са реплики на оригиналната мебел в помещенията за екипажа.
През 2017 г. музеят започва кампания по събиране на средства за последващата реставрация на кораба за сума 20 млн. долара. За тези пари се планира поставянето на кораба в сух док за пълен ремонт на корпуса. Освен това, кампанията има за цел да привлече вниманието на обществеността към историческата значимост на кораба.

## Коментари
1. ↑  Въоръжението е към момента на влизането в строй.
2. ↑  Префиксът „USS“ е от на английски: United States Ship (Кораб на Съединените щати).
3. ↑  Буквите показват принадлежността на кораба към съответен клас: ВВ – линкор, СС, CL, СА – съответно линеен, лек или тежък крайцер, CV – самолетоносач, DD – разрушител, SS – подводница и т.н.